# Pauline von Metternich
Pauline Clémentine Marie Walburga Sándor de Szlavnicza, principessa von Metternich-Winneburg zu Beilstein (nata contessa Pauline Clémentine Marie Walburga Sándor de Szlavnicza; Vienna, 25 febbraio 1836 – Vienna, 28 settembre 1921), è stata una nobildonna e socialite austriaca, principalmente attiva a Vienna e Parigi. Nota per il suo grande fascino ed eleganza, nonché per il suo impegno nel sociale, fu una importante promotrice delle opere del compositore tedesco Richard Wagner e del compositore ceco Bedřich Smetana. Favorì fortemente, inoltre, la creazione dell'industria dell'alta moda.

## Biografia
Pauline nacque a Vienna nella nobile famiglia ungherese dei De Szlavnicza. Suo padre, conte Móric Sándor (1805–1878), descritto come "un cavaliere furioso", era conosciuto in tutto l'impero asburgico come un cavaliere appassionato. Sua madre,  principessa Leontine von Metternich-Winneburg (1811–1861), era una figlia del famoso cancelliere austriaco, principe Klemens von Metternich, autore dell'ordine europeo voluto dal Congresso di Vienna. Fu nella sua casa di Vienna che Pauline trascorse l'intera infanzia.
Nel 1856, sposò suo zio,  principe Richard von Metternich (1829–1895), suo nonno principe Metternich diventò anche suo suocero. La loro vita coniugale fu relativamente felice, nonostante le liaisons amorose di Richard con ballerine e cantanti d'opera ed ebbero tre figlie, la loro primogenita Sophie nacque nel 1857 e sposò Albrecht, principe di Oettingen-Oettingen und Oettingen-Spielberg; la seconda figlia, Pascaline (nata nel 1862), sposò il conte Georg von Waldstein-Wartenberg, un aristocratico ceco pazzo e alcolista che si diceva l'avesse uccisa nel delirio a Duchcov (attuale Repubblica Ceca) nel 1890. La figlia più piccola, Klementine (1870), fu gravemente ferita dal suo cane da bambina e decise di non sposarsi mai a causa del suo viso sfregiato.

## Vita mondana
Pauline accompagnò il marito nelle sue missioni diplomatiche nella corte reale di Dresda e nella corte imperiale di Parigi, dove vissero per undici anni, dal 1859 al 1870, alla caduta del Secondo Impero.

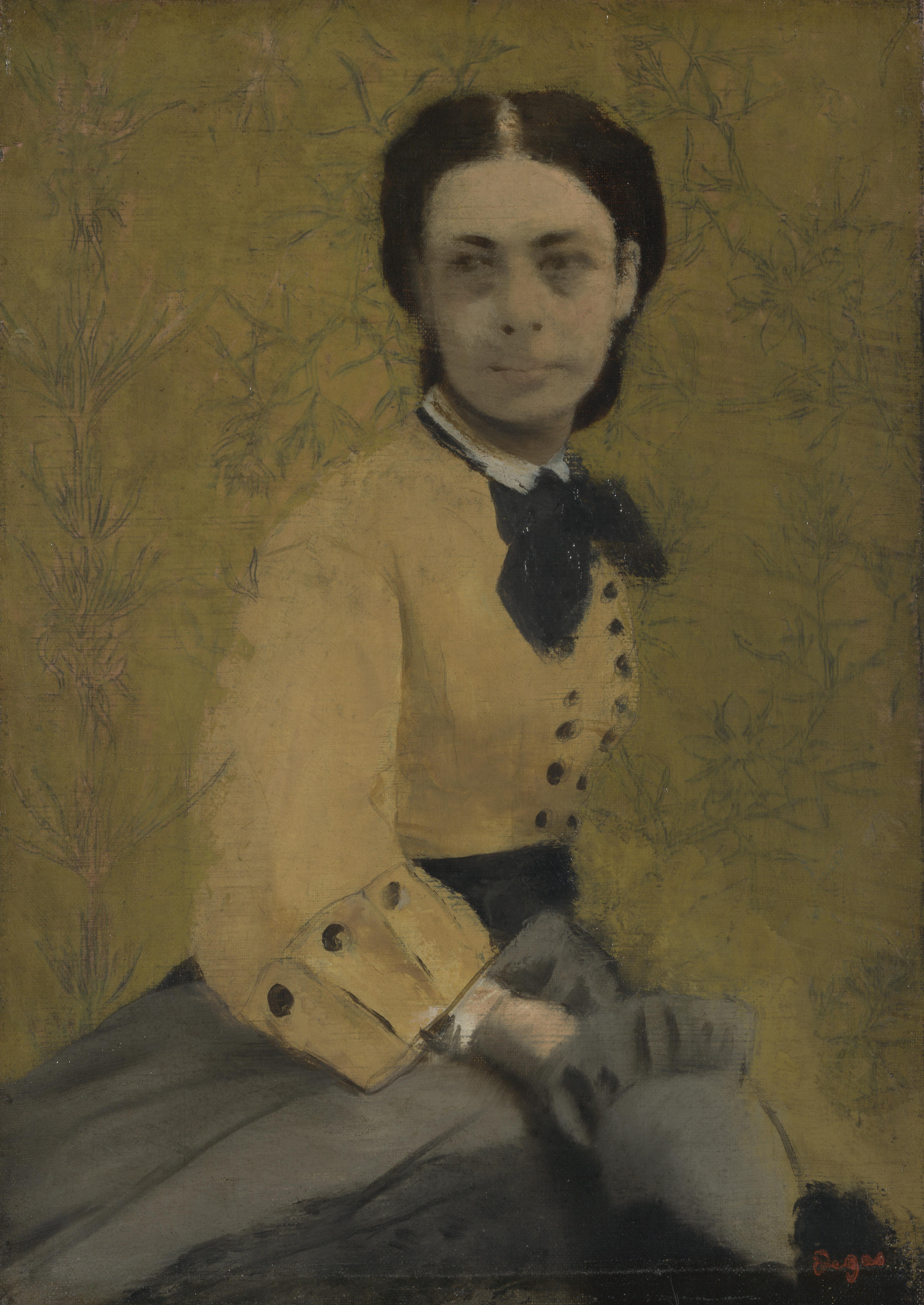
La principessa di Metternich ritratta da Edgar Degas, 1865 circa.

Pauline giocò un ruolo importante nella vita mondana delle corti sassone e francese e in quella austriaca dopo il 1870. In Francia divenne un'intima amica e confidente dell'imperatrice Eugenia, che all'epoca era considerata la regina incontrastata della moda (fu Pauline che fece incontrare per la prima volta l'imperatrice e Charles Frederick Worth, che divenne sarto personale di Eugenia). Pauline e Richard divennero figure di spicco nella dorata corte delle Tuileries di Napoleone III.
Pauline fu inoltre una grande appassionata di musica e fu patrona di numerosi artisti tra i quali Richard Wagner, Franz Liszt, Charles Gounod e Camille Saint-Saëns. Diffuse la musica di Wagner a Parigi e quella del compositore ceco Bedřich Smetana a Vienna. Fu amica e tenne corrispondenza con Prosper Mérimée e Alexandre Dumas.
Nella sua vita privata Pauline assistette a vari rivolgimenti e crisi. Quand'era bambina vide con i suoi occhi i moti del 1848 e nel 1870 rimase al fianco dell'imperatrice Eugenia durante la Guerra franco-prussiana e lei e suo marito l'aiutarono a riparare in Inghilterra quando la folla assaltò il palazzo imperiale.
La principessa Pauline morì a Vienna nel 1921. Aveva visto l'apoteosi e il declino dei grandi imperi, quello asburgico e quello francese, e divenne un simbolo vivente di questi due mondi decadenti.

## Ascendenza
|                                                                     |                                           |                                                             | Genitori                                                                 |  |  | Nonni |  |  | Bisnonni                            |  |  | Trisnonni                          |  |
|                                                                     |                                           |                                                             |                                                                          |  |  |       |  |  | Antal, I conte Sándor de Szlavnicza |  |  | barone Mihály Sándor de Szlavnicza |  |
|                                                                     |                                           |                                                             |                                                                          |  |  |       |  |  | Antal, I conte Sándor de Szlavnicza |  |  | barone Mihály Sándor de Szlavnicza |  |
|                                                                     |                                           | Terez Bathjay                                               |                                                                          |  |  |       |  |  | Antal, I conte Sándor de Szlavnicza |  |  |                                    |  |
| Vince, II conte Sándor de Szlavnicza                                |                                           |                                                             |                                                                          |  |  |       |  |  | Antal, I conte Sándor de Szlavnicza |  |  |                                    |  |
|                                                                     |                                           | contessa Eszter Viczay de Loós et Hédervár                  | Jób Kerestély, I conte Viczay de Loós et Hédervár                        |  |  |       |  |  |                                     |  |  |                                    |  |
|                                                                     |                                           | contessa Eszter Viczay de Loós et Hédervár                  | Jób Kerestély, I conte Viczay de Loós et Hédervár                        |  |  |       |  |  |                                     |  |  |                                    |  |
|                                                                     |                                           | contessa Eszter Viczay de Loós et Hédervár                  | baronessa Eszter Ebergényi de Ebergény et Bellatinct                     |  |  |       |  |  |                                     |  |  |                                    |  |
| Móric, III conte Sándor de Szlavnicza                               |                                           | contessa Eszter Viczay de Loós et Hédervár                  |                                                                          |  |  |       |  |  |                                     |  |  |                                    |  |
|                                                                     |                                           | conte Péter Szápáry de Muraszombath, Széchysziget et Szapár | conte Péter Szápáry de Muraszombath, Széchysziget et Szapár              |  |  |       |  |  |                                     |  |  |                                    |  |
|                                                                     |                                           | conte Péter Szápáry de Muraszombath, Széchysziget et Szapár | conte Péter Szápáry de Muraszombath, Széchysziget et Szapár              |  |  |       |  |  |                                     |  |  |                                    |  |
|                                                                     |                                           | conte Péter Szápáry de Muraszombath, Széchysziget et Szapár | contessa Teréz Balassa de Balassa-Gyarmath                               |  |  |       |  |  |                                     |  |  |                                    |  |
| contessa Anna Maria Szápáry de Muraszombath, Széchysziget et Szapár |                                           | conte Péter Szápáry de Muraszombath, Széchysziget et Szapár |                                                                          |  |  |       |  |  |                                     |  |  |                                    |  |
|                                                                     |                                           | contessa Izabella Batthyány de Német-Ujvár                  | conte Imre Janos Batthyány de Német-Ujvár                                |  |  |       |  |  |                                     |  |  |                                    |  |
|                                                                     |                                           | contessa Izabella Batthyány de Német-Ujvár                  | conte Imre Janos Batthyány de Német-Ujvár                                |  |  |       |  |  |                                     |  |  |                                    |  |
|                                                                     |                                           | contessa Izabella Batthyány de Német-Ujvár                  | contessa Maria Anna Victoria Sauer von Krosiagh zu Ankerstein            |  |  |       |  |  |                                     |  |  |                                    |  |
| contessa Pauline Sándor de Szlavnicza                               |                                           | contessa Izabella Batthyány de Német-Ujvár                  |                                                                          |  |  |       |  |  |                                     |  |  |                                    |  |
|                                                                     | Franz, I principe di Metternich-Winneburg | conte Johann Hugo von Metternich-Winneburg                  |                                                                          |  |  |       |  |  |                                     |  |  |                                    |  |
|                                                                     | Franz, I principe di Metternich-Winneburg | conte Johann Hugo von Metternich-Winneburg                  |                                                                          |  |  |       |  |  |                                     |  |  |                                    |  |
|                                                                     | Franz, I principe di Metternich-Winneburg | baronessa Klara Luise von Kesselstatt                       |                                                                          |  |  |       |  |  |                                     |  |  |                                    |  |
| Klemens, II principe di Metternich-Winneburg                        | Franz, I principe di Metternich-Winneburg |                                                             |                                                                          |  |  |       |  |  |                                     |  |  |                                    |  |
|                                                                     |                                           | contessa Maria Beatrix von Kageneck                         | Johann Friedrich Friedolin, I conte di Kageneck                          |  |  |       |  |  |                                     |  |  |                                    |  |
|                                                                     |                                           | contessa Maria Beatrix von Kageneck                         | Johann Friedrich Friedolin, I conte di Kageneck                          |  |  |       |  |  |                                     |  |  |                                    |  |
|                                                                     |                                           | contessa Maria Beatrix von Kageneck                         | baronessa Maria von Andlau                                               |  |  |       |  |  |                                     |  |  |                                    |  |
| principessa Leontine von Metternich                                 |                                           | contessa Maria Beatrix von Kageneck                         |                                                                          |  |  |       |  |  |                                     |  |  |                                    |  |
|                                                                     |                                           | Ernst Christoph, II principe di Kaunitz-Rietberg            | Wenzel Anton, I principe di Kaunitz-Rietberg                             |  |  |       |  |  |                                     |  |  |                                    |  |
|                                                                     |                                           | Ernst Christoph, II principe di Kaunitz-Rietberg            | Wenzel Anton, I principe di Kaunitz-Rietberg                             |  |  |       |  |  |                                     |  |  |                                    |  |
|                                                                     |                                           | Ernst Christoph, II principe di Kaunitz-Rietberg            | contessa Maria Ernestina von Starhemberg                                 |  |  |       |  |  |                                     |  |  |                                    |  |
| principessa Maria Eleonore von Kaunitz-Rietberg                     |                                           | Ernst Christoph, II principe di Kaunitz-Rietberg            |                                                                          |  |  |       |  |  |                                     |  |  |                                    |  |
|                                                                     |                                           | principessa Maria Leopoldine zu Oettingen-Spielberg         | Johann Aloys I, I principe di Oettingen-Spielberg                        |  |  |       |  |  |                                     |  |  |                                    |  |
|                                                                     |                                           | principessa Maria Leopoldine zu Oettingen-Spielberg         | Johann Aloys I, I principe di Oettingen-Spielberg                        |  |  |       |  |  |                                     |  |  |                                    |  |
|                                                                     |                                           | principessa Maria Leopoldine zu Oettingen-Spielberg         | duchessa Theresa Maria Anna von Schleswig-Holstein-Sonderburg-Wiesenburg |  |  |       |  |  |                                     |  |  |                                    |  |
|                                                                     |                                           | principessa Maria Leopoldine zu Oettingen-Spielberg         |                                                                          |  |  |       |  |  |                                     |  |  |                                    |  |